# Samos (byzantinisches Thema)
Das Thema von Samos (mittelgriechisch θέμα Σάμου thema Samou) war ein byzantinisches Thema in der östlichen Ägäis, das im 9. Jahrhundert gegründet wurde. Als eines der drei dezidiert maritimen Themen des Byzantinischen Reiches (θέματα ναυτικᾶ themata navtika) diente es hauptsächlich der Stellung von Schiffen und Mannschaften für die byzantinische Marine.

## Geschichte
Das genaue Datum des Entstehens des Themas von Samos ist unklar. Nachdem der Großverband der Karabisianoi-Flotte im frühen 8. Jahrhundert aufgeteilt worden war, wurden Provinzflotten geschaffen, von denen die des Themas der Kibyrrhaioten die wichtigste war. Kaiser Konstantin VII. (regierte 913–959) berichtet, dass „zur Zeit, als das Reich in Themen unterteilt wurde“, Samos zum Sitz des „Themas der Segler“ (θέμα τῶν πλοϊζομένων thema ton plyzomenon) wurde; die Bedeutung dieser Passage ist unklar. Einige Historiker glauben, dass Samos die erste Basis der Flotte der Karabisianoi war, bis sie etwa 727 aufgelöst wurde. Es könnte aber auch ein den Karabisianoi untergeordnetes Kommando gemeint sein, welches zur selben Zeit aufgelöst wurde, oder auch eine spätere, kurzlebige Nachfolgeeinheit, womöglich sogar mit den Kibyrrhaioten identisch. Die Existenz eines „Strategos von Samos“ im 8. Jahrhundert ist durch ein erhaltenes Siegel eines Strategos namens Theodoros belegt. Im späten 8. Jahrhundert scheint die südliche Ägäis unter den Befehl des  „Droungarios der Zwölf Inseln (Dodekanesos)“ gekommen zu sein, den einige Historiker mit dem Posten des  "Droungarios von Kos" und dem späteren "Droungarios des Golfes (Kolpos)" gleichsetzen, der im Taktikon Uspensky aufgelistet wird. Dieses Amt entwickelte sich später zum Thema von Samos.
Das Thema von Samos wird zusammen mit seinem Strategos erstmals im Kletorologion des Philotheos im Jahr 899 erwähnt. Es umfasste die Inseln der östlichen Ägäis und die Westküste Kleinasiens zwischen Adramyttion und Ephesos. Die Hauptstadt des Themas war Smyrna, untergeordnete Tourmarchai (Vize-Admiräle) hatten ihren Sitz in Adramyttion und Ephesos. Im Jahr 911 sollen die Seestreitkräfte des Themas von Samos aus 3980 Ruderern und 600 Seesoldaten bestanden haben, die Flotte bestand aus 22 Kriegsschiffen. Der festländische Teil des Themas gehörte aber außerdem ausdrücklich zum Thema Thrakesion, das eigene Tourmarches zur Verteidigung der Küste hatte. Dies deutet auf eine Aufgabenteilung hin: der  Strategos von Samos waren für die Instandhaltung der Flotte und die Verteidigung der Inseln zuständig, während sich die Beamten des thrakesischen Themas um die Besteuerung und Verteidigung der Städte des Festlands kümmerten. Das Thema blieb bis zum 11. Jahrhundert eine rein militärische Struktur, bis es im 11. Jahrhundert in eine zivile Provinz umgewandelt wurde.